# 1818 au théâtre
| Années du théâtre : 1815 - 1816 - 1817 - 1818 - 1819 - 1820 - 1821    |
| Décennies du théâtre : 1780 - 1790 - 1800 - 1810 - 1820 - 1830 - 1840 |

## Événements
- 20 mars : le Théâtre de l'Odéon à Paris est détruit par un incendie ; reconstruit, il rouvre en septembre 1819.
- 1er octobre : inauguration du Théâtre du Capitole de Toulouse.
- 12 octobre : ouverture, avec une représentation de l'opéra Die Weihe de Ferdinand Fränzl, du Théâtre national à Munich, construit sur les plans de l'architecte Karl von Fischer.
- Fondation du Théâtre Old Vic à Londres, sous le nom de Royal Coburg Theatre.
- François Chéron est nommé commissaire du gouvernement pour la Comédie-Française.

## Pièces de théâtre représentées
- 21 avril : Sappho (de), drame de Franz Grillparzer, Vienne, Burgtheater.
- 18 juillet : La Famille Glinet, ou les premiers temps de la Ligue, comédie de Merville, Paris, Théâtre Favart.
- Selmours de Flavian, comédie de Henri de Latouche et Émile Deschamps, Paris, Théâtre Favart.

## Naissances
- 29 janvier : Jules Lacourière, acteur français, mort en 1855.
- 5 février : Paul Meurice, romancier et dramaturge français, mort le 11 décembre 1905.
- 12 mars : Eugène Bourgeois, dramaturge français, mort le 28 août 1847.
- 16 avril : Charles de La Rounat, dramaturge et directeur de théâtre français, mort le 25 décembre 1884.
- 8 mai : Jules-Henri Brésil, dramaturge et comédien français, mort le 22 octobre 1899.
- 10 août : Charles Narrey, dramaturge français, mort le 26 novembre 1892.
- 28 octobre : Ivan Tourgueniev, écrivain et dramaturge russe, mort le 22 août 1883.

## Décès
- 23 février : Marie-Anne-Florence Bernardy-Nones, dite Mademoiselle Fleury, actrice française, sociétaire de la Comédie-Française, née le 28 décembre 1766.
- 11 octobre : Jean-Paul-André Razins de Saint-Marc, dramaturge et librettiste français, né le 29 novembre 1728.
- 18 décembre : Mayeur de Saint-Paul, acteur, dramaturge et directeur de théâtre français, né le 6 juin 1758.